# Dietmar Giebelmann

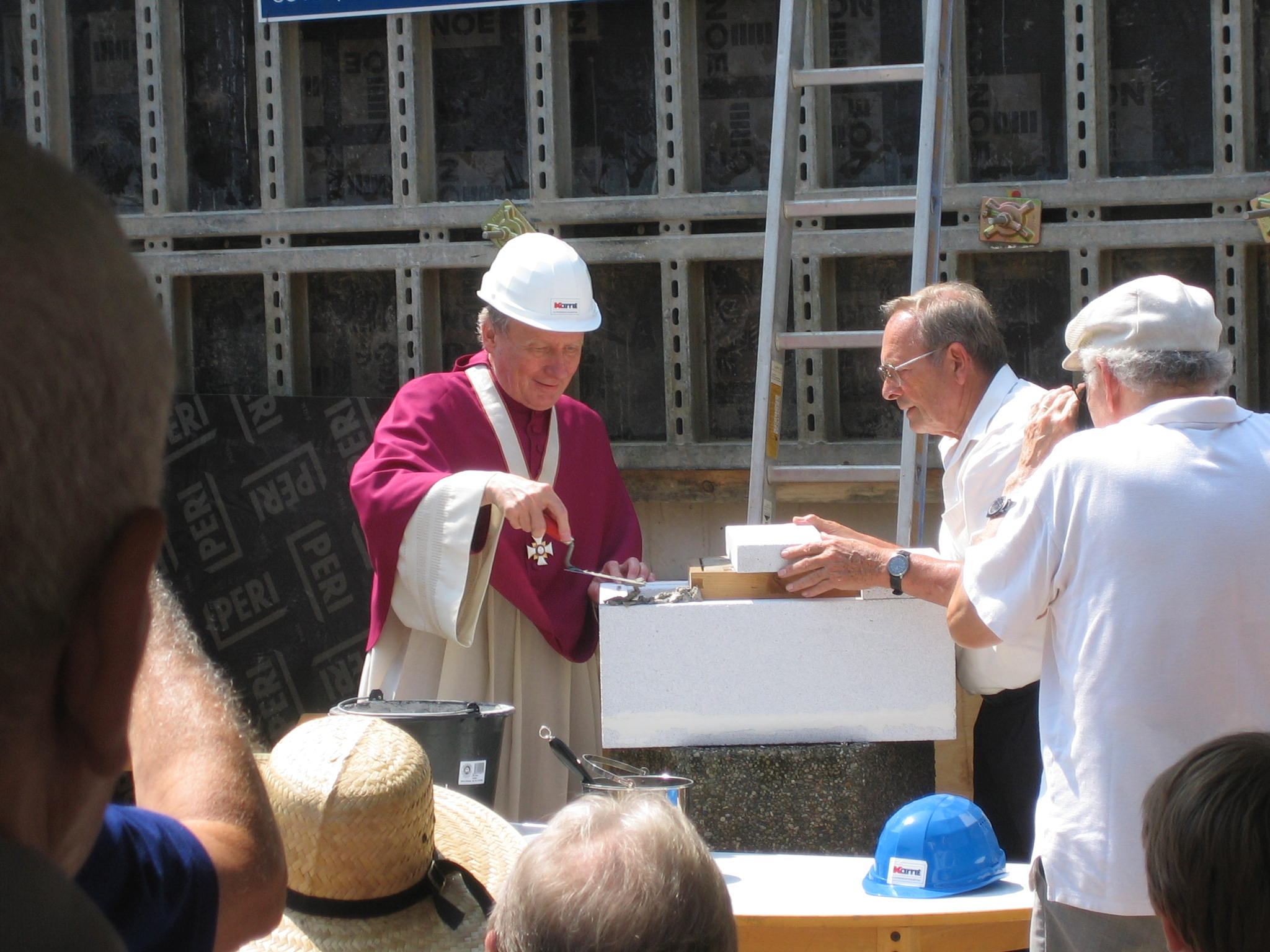
Einmauern der Zeitkapsel bei der Grundsteinlegung für den neuen Glockenturm der Pfarrkirche St. Nikolaus in Mainz-Mombach durch den Mainzer Generalvikar, Prälat Dietmar Giebelmann.

Dietmar Giebelmann (* 17. September 1946 in Bad Honnef) ist ein römisch-katholischer Priester. Er war von 2003 bis 2016 Generalvikar und August bis Dezember 2017 Bischofsvikar im Bistum Mainz.

## Leben
Giebelmann besuchte das Johannes-Gymnasium Lahnstein, an dem er sein Abitur ablegte, und trat anschließend in das Mainzer Priesterseminar ein. An der Johannes Gutenberg-Universität Mainz studierte er Philosophie und Katholische Theologie. Am 10. Juli 1971 empfing er in Mainz die Priesterweihe durch Bischof Hermann Volk. Er war anschließend als Kaplan in St. Pankratius (Offenbach-Bürgel) und St. Ludwig (Darmstadt) tätig. Von 1976 bis 1983 war Giebelmann Pfarrer in der Pfarrei Sankt Gallus in Urberach, anschließend übernahm er die Pfarrei St. Josef in Neu-Isenburg im Dekanat Dreieich.
Dietmar Giebelmann wurde 1989 von der Dekanatskonferenz zum Dekan von Dreieich gewählt und 1994 im Amt bestätigt. Nachdem er 1995 zum Sekretär der Dekanekonferenz gewählt worden war, berief man ihn kurz darauf ins Bischöfliche Ordinariat. Bischof Karl Lehmann ernannte ihn am 1. Oktober 1996 zum Personaldezernenten und Referenten für die Ordensleute im Bistum Mainz. Im selben Jahr wurde Giebelmann Mitglied des Geistlichen Rates und Ehrendomkapitular und bereits ein Jahr später residierender Domkapitular des Mainzer Domkapitels.
Durch Papst Johannes Paul II. wurde Giebelmann 1998 zum päpstlichen Ehrenprälaten ernannt. Karl Kardinal Lehmann bestellte ihn 2003 zum Generalvikar des Bistums Mainz. Mit Eintritt der Sedisvakanz im Bistum Mainz nach der Emeritierung von Bischof Karl Lehmann wurde er am 17. Mai 2016 vom Mainzer Domkapitel zum Diözesanadministrator gewählt. Dieses Amt übte er bis zur Bischofsweihe des neuen Mainzer Bischofs Peter Kohlgraf am 27. August 2017 aus.
Bischof Kohlgraf ernannte Giebelmann am 30. August 2017 zum Bischofsvikar für das Dezernat Pastorale Räte sowie die Stabsstelle Stiftungen und die Stabsstelle Migration und Integration. Am 10. November 2017 trat er mit Wirkung zum 1. Januar 2018 von allen Ämtern und Aufgaben auf Grund unterschiedlicher Auffassungen über die Ausrichtung des Bistums zurück. Der Mainzer Bischof Peter Kohlgraf hat den Rücktritt angenommen.
Dietmar Giebelmann engagiert sich für zahlreiche soziale Projekte und die Christen im Heiligen Land. Er ist Mitglied des Deutschen Vereins vom Heiligen Lande. 2008 wurde er von Kardinal-Großmeister John Patrick Kardinal Foley zum Komtur des Päpstlichen Ritterordens vom Heiligen Grab zu Jerusalem ernannt und am 17. Mai 2008 im Kölner Dom durch Reinhard Marx, Großprior der deutschen Statthalterei, investiert. Er ist Prior der Komturei Mainz des Päpstlichen Laienordens.